# Albin Eriksson
Albin Eriksson i Toftered (från 1943 Albin Toftered), född 9 oktober 1879 i Rävinge, Hallands län, död 4 september 1959 i Kungsbacka, Hallands län, var en svensk politiker och lantbrukare. Han satt i riksdagens andra kammare för Bondeförbundet 1929–1940 och i Hallands läns landsting mellan 1919 och 1950.  
Eriksson var bland annat aktiv i flera organisationer med jordbruksanknytning, som Hushållningssällskapet, flera mejeriföreningar, en hingsförening m.m. Han blev ordförande i Tölö landskommuns kommunfullmäktige 1924. Hans aktivitet i riksdagen rörde främst jordbruksfrågor.